# Volo Aeroflot 343
Il volo Aeroflot 343 (in russo Рейс 343 Аэрофлота?, Rejs 343 Aeroflota) era un volo passeggeri internazionale dall'aeroporto di Mosca-Šeremet'evo, Unione Sovietica, all'aeroporto Internazionale Jorge Chávez, Perù, con scali intermedi all'aeroporto del Lussemburgo, Lussemburgo, e all'aeroporto Internazionale José Martí, Cuba. Il 29 settembre 1982, un Ilyushin Il-62M operante il volo uscì di pista durante l'atterraggio in Lussemburgo a causa di un'avaria meccanica a un motore. Nell'incidente persero la vita in sette, mentre gli altri 70 rimasero feriti.

## L'aereo
Il velivolo coinvolto nell'incidente era un Ilyushin Il-62M operato da Aeroflot, registrato CCCP-86470. L'aereo uscì dalla catena di montaggio dell'impianto di produzione di Kazan' nell'aprile 1977. Al momento dell'incidente, aveva accumulato 10 325 ore di volo.

## L'incidente
Il volo avrebbe dovuto operare la rotta Mosca-Lussemburgo-L'Avana-Lima, ma si schiantò al primo scalo in Lussemburgo. Il volo trasportava 66 passeggeri e 11 membri dell'equipaggio. L'aereo iniziò a incontrare difficoltà tecniche durante l'avvicinamento. Ad un'altitudine di soli 16 piedi (4,9 m) sopra la pista e una velocità di 150 nodi (280 km/h), con i motori impostati al 40%, gli inversori di spinta dei motori n.1 e 4 vennero attivati; subito dopo, l'Il-62 iniziò improvvisamente a ruotare a destra. Cinque secondi dopo, a una velocità di 143 nodi (265 km/h), l'equipaggio aumentò la potenza del motore n.4 all'80% e del motore n.1 all'86%, con l'intenzione di riallineare l'aereo con la pista. Invece, la deviazione a destra venne solo aumentata. Invece di fermarsi sulla pista, l'ala dell'aereo colpì una torre dell'acqua, poi continuò colpendo una piccola recinzione dell'aeroporto prima che finisse in una piccola foresta, abbattendo diversi alberi, quindi cadendo in un piccolo burrone a 200 metri dalla pista alle 20:23 ora locale.

## Le indagini
L'indagine appurò che la probabile causa dell'incidente fu un guasto meccanico dell'inversore di spinta del motore n.1:
(Final report Aeroflot 343)